# Escultura grega
L'escultura grega és una manifestació artística que reflecteix els ideals de la civilització grega: importància de l'home com a centre de l'univers i recerca d'un ideal de bellesa basat en l'equilibri i la proporció. El tema central és la figura humana. Es busca un model de bellesa, el cànon, les proporcions perfectes. La figura en l'escultura clàssica grega és una referència a la condició o el paper de la persona representada. Els atletes, sacerdotesses i déus poden ser identificats per les seves vestimentes i aformaments o per la falta d'aquests. Posteriorment, nus en l'escultura i la pintura han representat una forma d'ideal, ja es tracti d'innocència, l'obertura o la puresa. Els materials més utilitzats són el marbre policromat, el bronze i les criselefantines (estàtues d'or i d'ivori).
L'escultura de l'antiga Grècia posteriorment va marcar les característiques singulars de la tradició europea clàssica:
- Creació de figures humanes, amb homes de cos atlètic i nus femenins.
- Creació de busts on es mostraven signes de l'edat i del caràcter.

## Evolució estilística

### Període arcaic

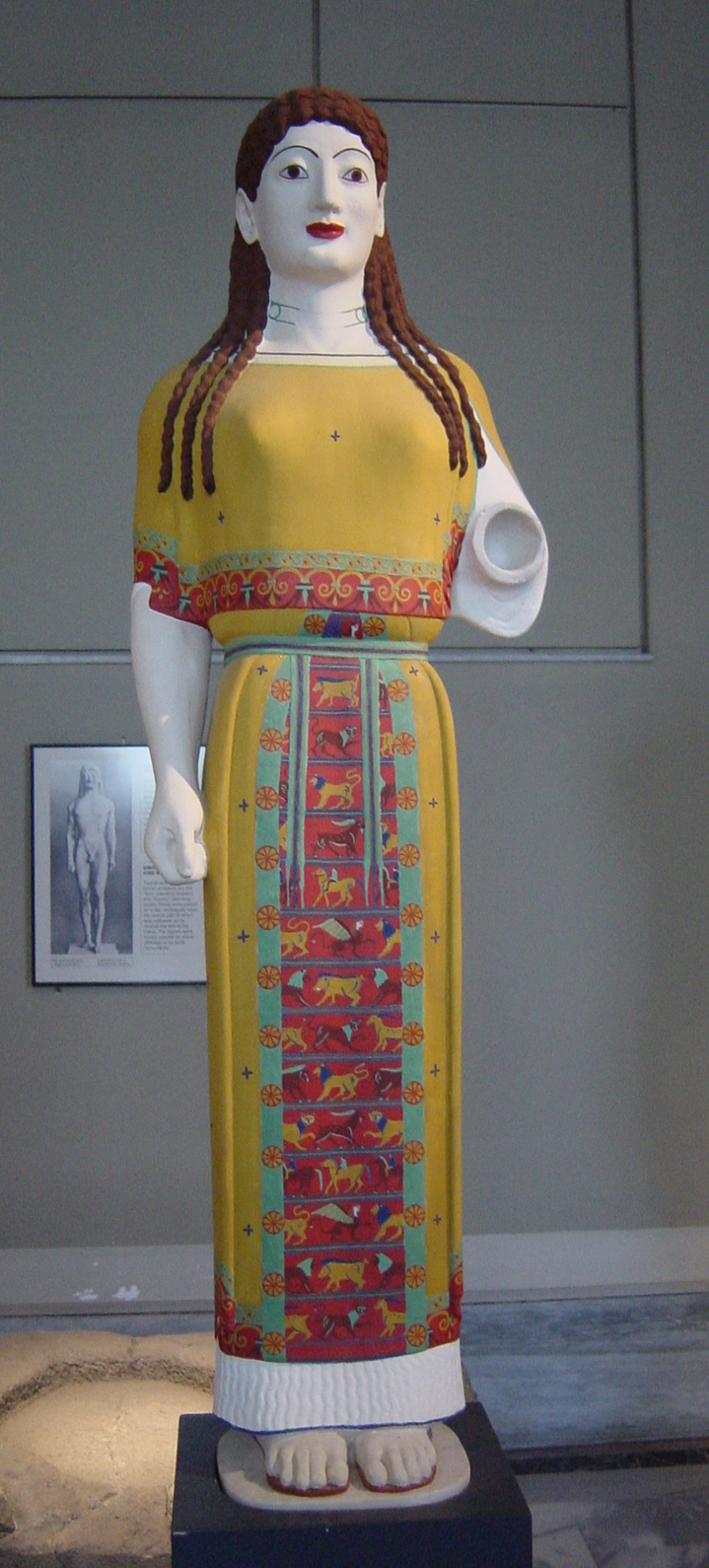
kore del període arcaic.

En el període arcaic (segle VII aC - inicis del segle v aC), l'art grec evoluciona des de les antigues tradicions artístiques rejovenides i fecundades per les influències egípcies i orientals, fins a les portes del que serà l'art grec clàssic. El tipus d'estàtua grega que arribarà a ser més característic del període arcaic, el Koúros, segueix en gran manera models egipcis. Es realitzen figures masculines d'atletes nus (Koúroi), i figures femenines vestides (Korai). Exemples: Dama d'Auxerre (630-600 aC), Koúros Anavissos (540-515 aC)

#### Característiques
- Frontalitat rigorosa
- Rigidesa
- Hieratisme
- Braços enganxats al cos i punys tancats
- Pes repartit uniformement sobre les dues cames
- Cama esquerra avançada
- Tots dos peus assentats a terra
- Simplificació dels detalls anatòmics
- Tractament del cabell amb un disseny geomètric
- Ulls ametllats i somriure arcaic.

### Període clàssic
El període clàssic de l'escultura grega es pot dividir en els tres subperíodes següents: període protoclàssic, primer classicisme i segon classicisme. Va sorgir als segles V i IV aC van aconseguir representar la part harmònica del cos: li donaren agilitat i moviment.

#### Període protoclàssic (480-460 aC)
A la primera meitat del segle v aC l'escultura comença a experimentar nous camins, tot trencant amb la rigidesa compositiva dels Koúroi. S'evoluciona cap a una més gran naturalitat de les formes, una captació major del moviment i una preocupació per explorar les emocions i diferents estats. La figura de l'home un esdevé definitivament el símbol de la bellesa per a l'art grec. Exemples: l'Efeb de Critios, els relleus del temple d'Afaia a Egina o els de Zeus a Olímpia. A més d'aquests conjunts, aquest període ens ha deixat algunes impressionants figures de bronze, dels pocs originals de bronze que es conserven. Exemples: L'Auriga de Delfos, el Zeus del Cap Artemison, així com les figures d'atletes o herois trobades el 1972 a Riace.

#### Primer classicisme (460-400 aC)
En la segona meitat del segle els escultors arriben a un domini de la tècnica que permet d'establir uns cànons o models de bellesa ideal, basats en les proporcions de les diverses parts del cos. Els cossos apareixen en actituds de repòs i serenitat. Les grans figures d'aquest període són: Miró d'Eleusis, Policlet i Fídies. Miró estudia el moviment de les figures. Una de les seves obres més conegudes és el Discòbol. Policlet es pot considerar el màxim exponent de la simetria. En el seu Dorífor s'expressa l'equilibri entre la sensació de moviment i estabilitat. Si Policlet és l'escultor dels homes, Fídies ho és dels déus (relleus del Partenó).

#### Segon classicisme (400-323 aC)
Al segle iv aC s'accentua la tendència al realisme i es dona més importància a l'expressió i al moviment, a l'hora que apareix el retrat individualitzat. L'artista més significatiu d'aquest període és Praxíteles. En la seva obra és molt característica la disposició de la figura, que recolza tot el pes en una cama i flexiona l'altra. La seva obra més reconeguda és l'Hermes amb Dionís infant. Lisip, és l'altre escultor d'aquest període. Proposa un nou cànon de proporcions ideals més esveltes que el de Policlet, en una relació de cap cos d'1 a 8 (el de Policlet era d'1 a 7). També, utilitza recursos de certa teatralitat que obliguen a l'espectador a prendre una actitud més participativa en la comprensió de l'estàtua.
Exemples: Heracles Farmés, Apoxiómenos.

### Període hel·lenístic
L'art hel·lenístic (finals del segle iv aC - segle i aC) explota, desenvolupa i sintetitza les aportacions de les etapes anteriors, especialment les del segle iv aC. Exemples: Laocoont i els seus fills, Victòria de Samotràcia, L'altar de Zeus a Pergam.
Característiques
- Intensifica el moviment fins a cargolar i distorsionar les figures.
- Accentua les emocions i les expressions de dolor, angoixa, esforç i desànim.
- Exagera l'esforç físic inflant i deformant els músculs.
- Profunditza en els estudis de tridimensionalitat, cercant postures complexes que obliguin l'espectador a visionar-les des de diferents angles.
- Es recrea en la nuesa tant la masculina com la femenina i l'efeminada (hermafrodites) i conrea temes nous o poc freqüents fins al moment (infantesa, vellesa, lletjor, deformitat, etc.).
- Els temes es diversifiquen, introduint les imatges quotidianes i anecdòtiques, les al·legories, el retrat i els grups escultòrics.

## Imatges de culte

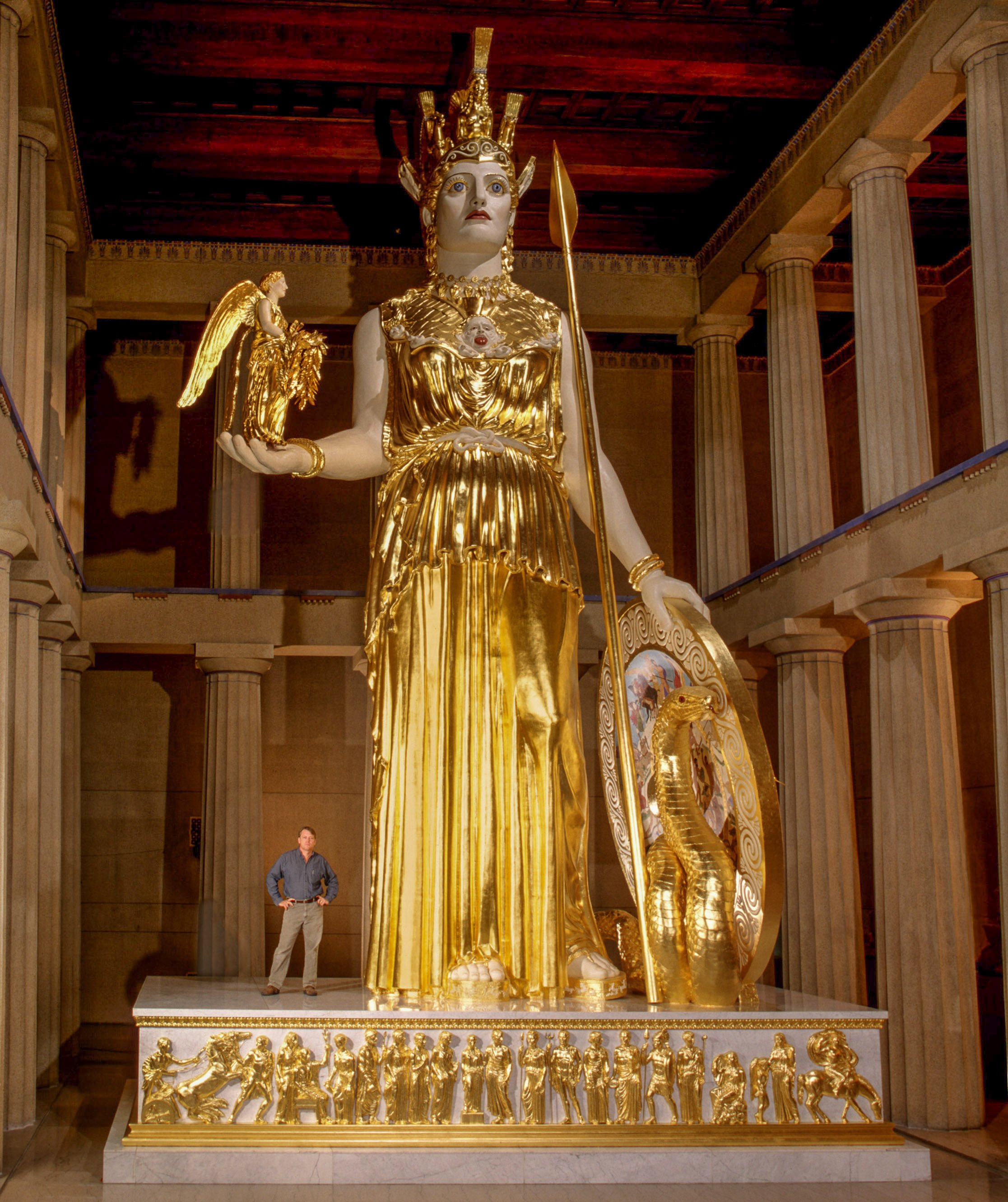
Reproducció de l'estàtua Atena Pàrtenos a mida original al Partenó de Nashville, Tennessee.

L'acròlit era una escultura de baix cost amb cos de fusta. Un xóanon era una imatge primitiva i simbòlica de fusta, potser comparable a la hindú lingam; moltes d'aquestes van ser conservades i venerades per la seva antiguitat. Moltes de les estàtues gregues conegudes a partir de còpies de marbre romà eren originàriament imatges de culte del temple, com la d'Apol·lo Barberini. Pocs originals van sobreviure, entre ells, per exemple, l'estàtua de bronze Piraeus Atena (de 2,35 metres d'altura, incloent un casc).

## Galeria d'imatges

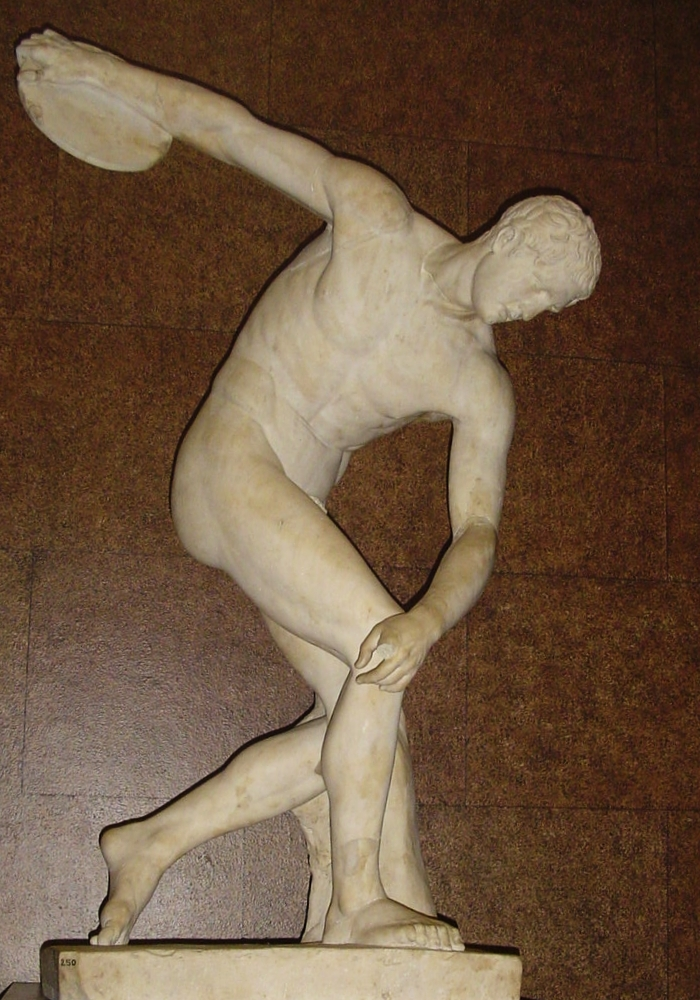
El discòbol de Miró
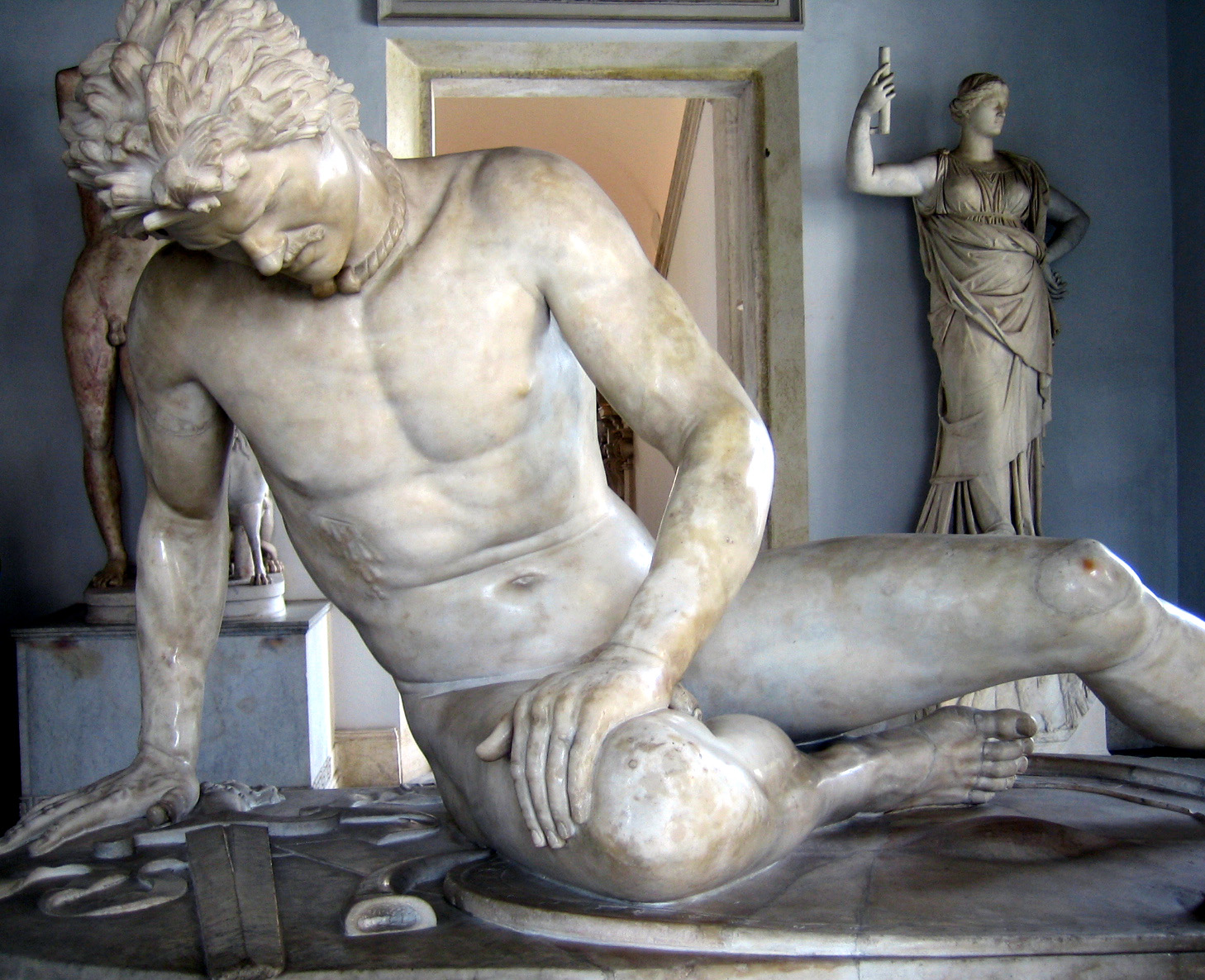
Gàlata ferit
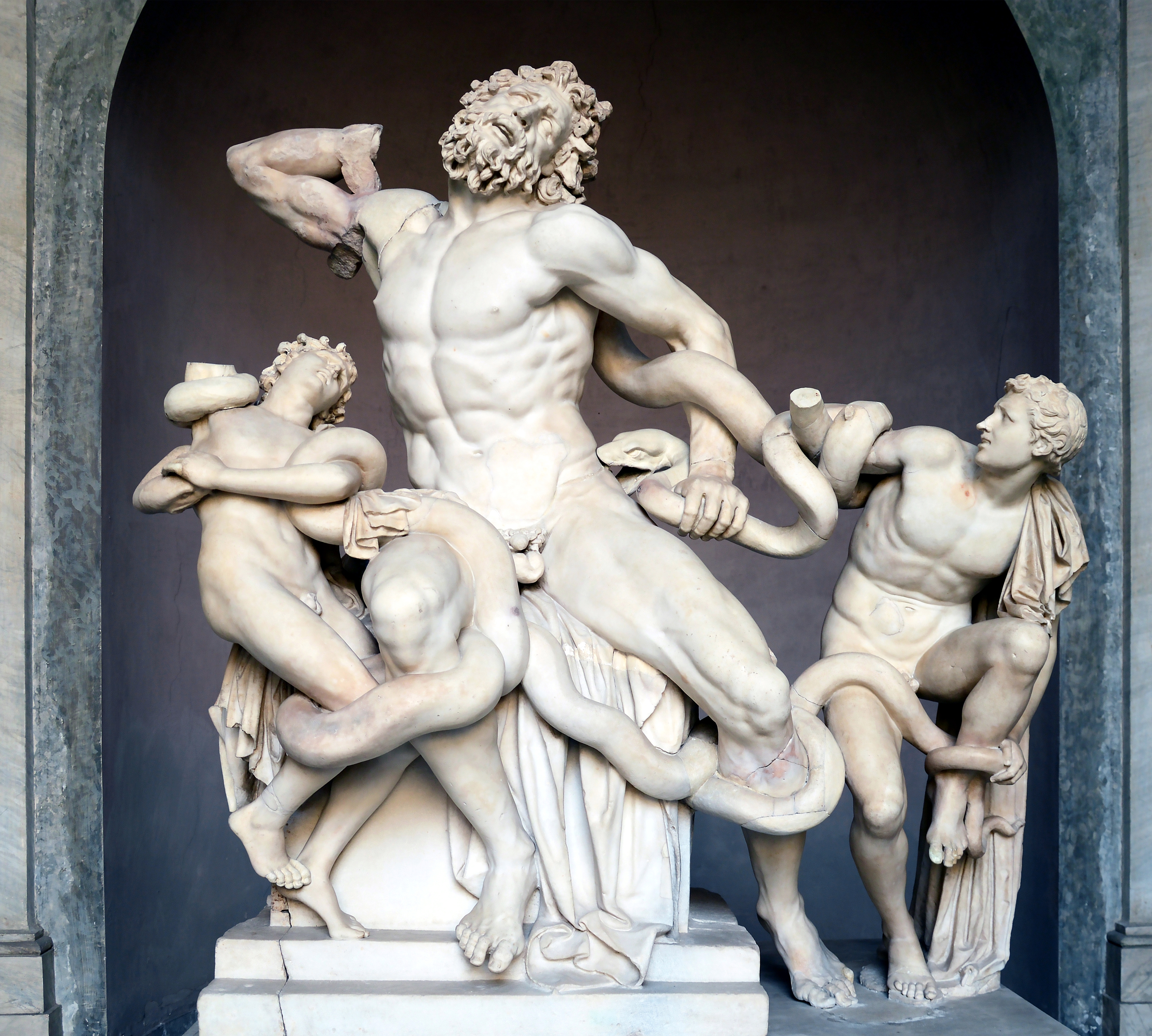
Laocoont i els seus fills
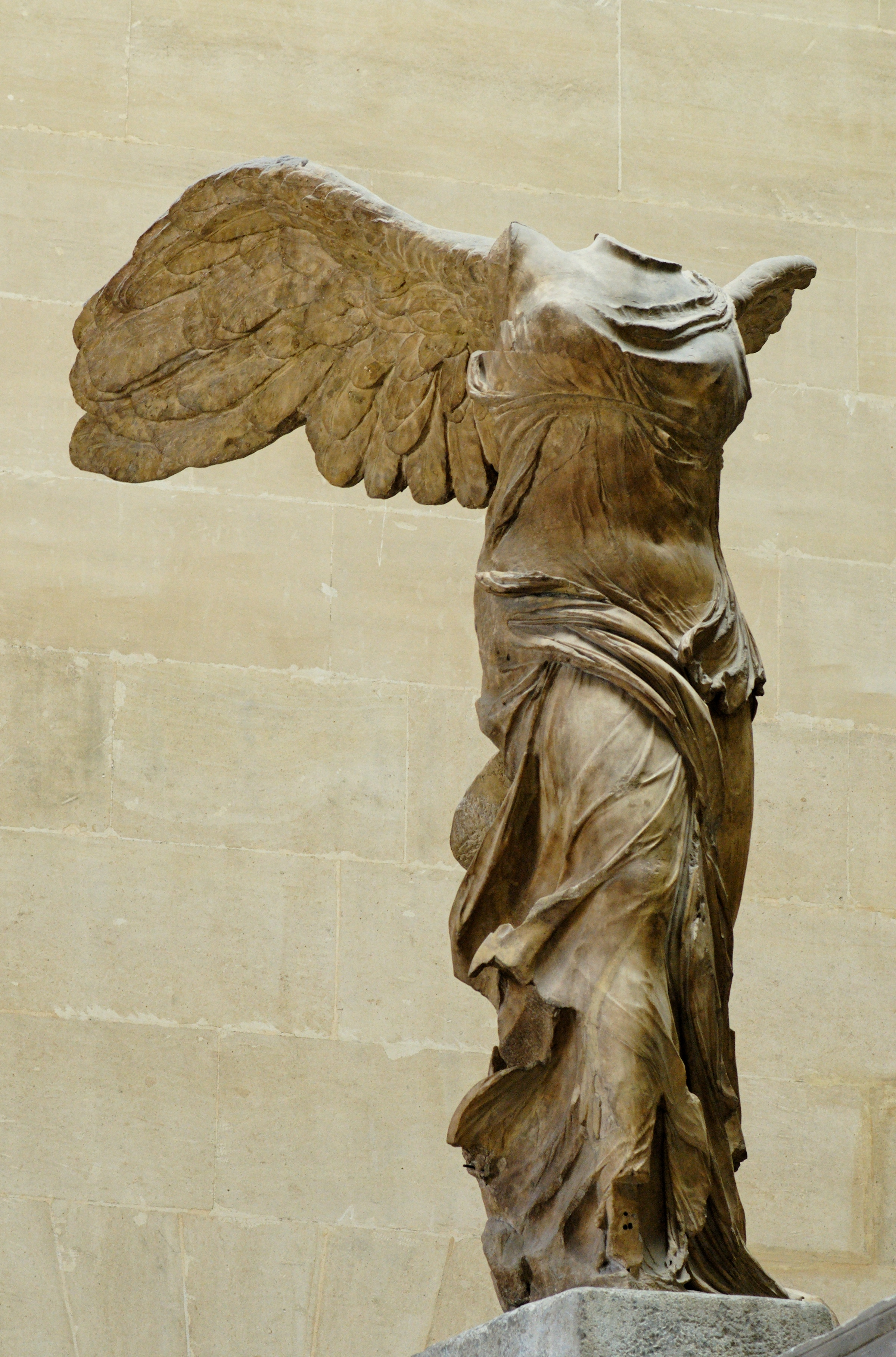
La Victòria de Samotràcia
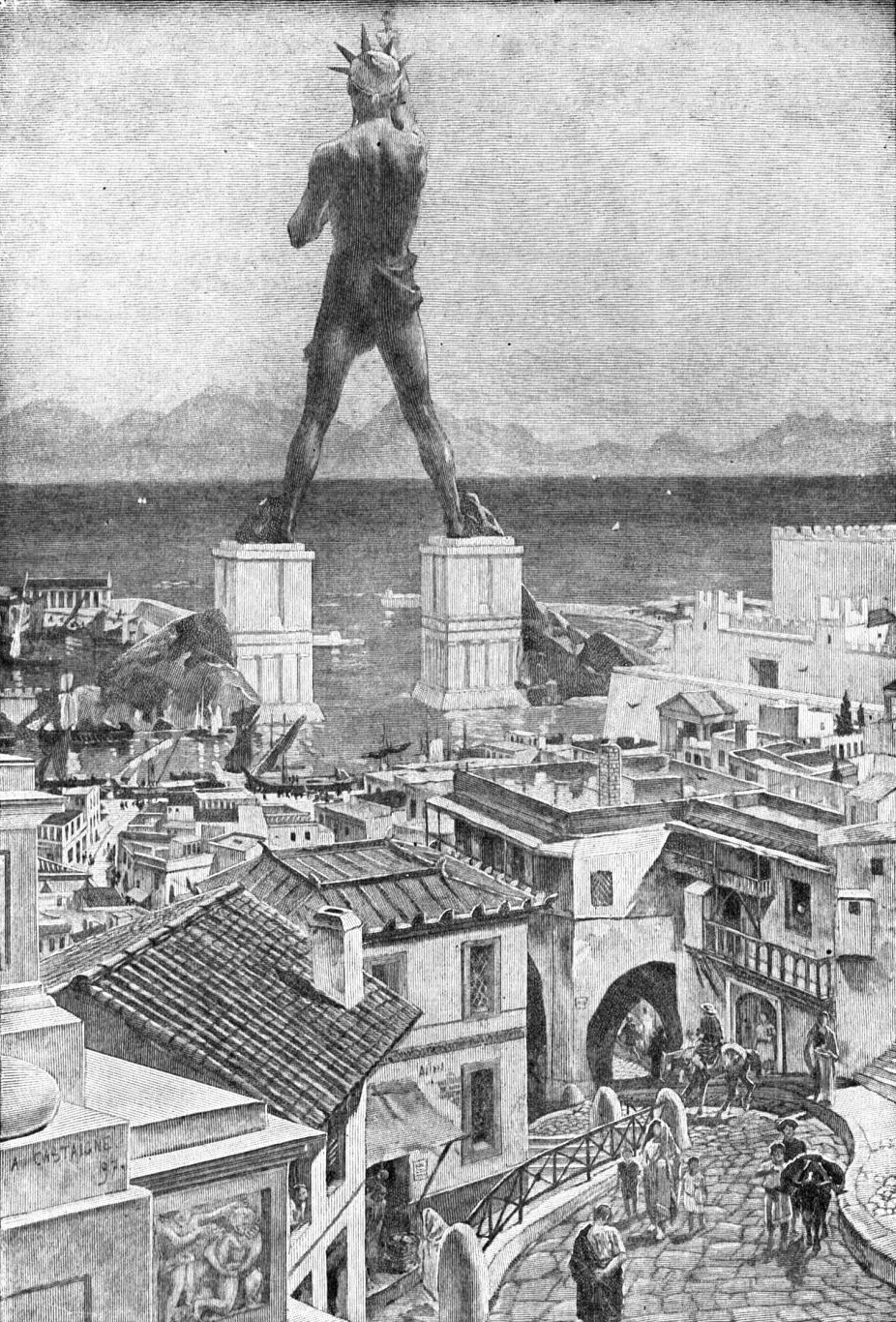
Recreació del Colós de Rodes